# Seo In-young
Seo In-young (서인영?; Seul, 3 settembre 1984) è una cantante sudcoreana.

## Carriera
Dal 2002 al 2010 ha fatto parte del girl group Jewelry.
Nel febbraio 2007 ha pubblicato il suo primo album discografico da solista, intitolato Elly Is So Hot.
Circa un anno dopo, nel 2008, partecipa al programma televisivo We Got Married con l'artista Crown J. Nel luglio 2008 pubblica il suo EP Elly Is Cinderella, il cui singolo Cinderella è composto da Psy.
Nel dicembre 2009 viene annunciato il suo abbandono al progetto musicale delle Jewelry così come quello di Park Jung-ah. Le due cantanti decidono di proseguire le rispettive carriere da soliste.
Nel giugno 2010, anticipato dal singolo Goodbye Romance, esce l'EP Lov-Elly.
Sempre nel 2010 partecipa al programma TV Heroes.
Nel 2011 pubblica l'album Brand New Elly.
Segue due anni dopo Forever Young (2013).

## Discografia

### Album studio
- 2007 - Elly Is So Hot

### EP
- 2008 - Elly Is Cinderella
- 2010 - Lov-Elly
- 2011 - Brand New Elly
- 2013 - Forever Young
- 2015 - Re Birth